# Déforestation au Cambodge
 (septembre 2022).

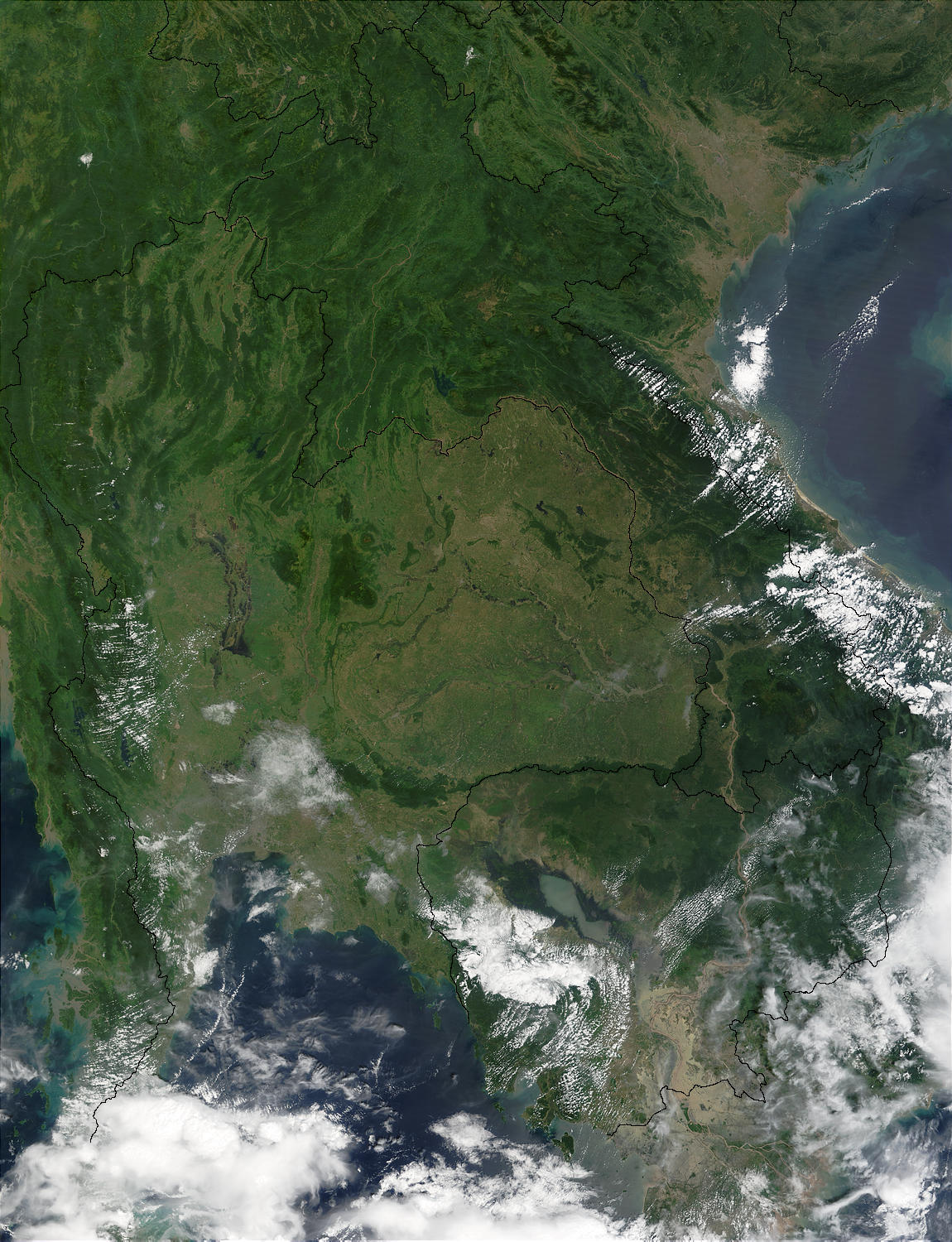
Photo satellite du Cambodge et de la Thaïlande

Le Cambodge est l’un des pays les plus boisés au monde dont les forêts n’ont pas encore été sévèrement entamées. Cependant, la déforestation massive pour des buts de développement menace les forêts et les écosystèmes. En 2015, le pays a le plus fort taux de déforestation au monde.
La déforestation est une conséquence directe de pratiques commerciales mal gérées, des prélèvements de bois de chauffage, de l’avancée de l’agriculture et du développement des infrastructures et de l’urbanisme. Les pressions indirectes comprennent la croissance démographique, les inégalités de propriété foncière, le manque de technologie agricole et les possibilités d’emploi limitées.
Le gouvernement cambodgien a joué un rôle étendu en délimitant l’utilisation qui pouvait être faite des forêts du pays. Une zone étonnamment étendue du Cambodge a été placée sous le statut « protégée » y compris des couloirs de biodiversité, soit 38% de la masse totale de terres (plus de 7 millions d’hectares), mais de nombreuses protections ont été bafouées par la vente de concessions à des entreprises nationales ou étrangères d’agroalimentaire ou de prospection minière, même dans les parcs nationaux. Le gouvernement a été durement critiqué de l’intérieur et à l’international pour ces politiques contradictoires, et un manque global d’intérêt pour vérifier le respect des lois sur l’environnement. Il a fait face à des pressions pour mettre en place des pratiques durable de gestion des forêts. L’enjeu des forêts cambodgiennes va affecter largement les communautés locales qui se fondent sur les forêts pour maintenir leur niveau de vie. Autour de 80% de la population vit dans des zones rurales.
Au Cambodge, entre les années 1970 à la fin de la guerre du Vietnam et 2007, la couverture de la forêt primaire est passée de 70% à 3,1%. Il ne reste plus ainsi que 3220 km2 de ces forêts. La déforestation arrive à un niveau alarmant : presque 75% des pertes de forêts se sont produits depuis la fin des années 1990. Au total, Le Cambodge a perdu 25.000 km2 de forêts entre 1990 et 2005, dont 3.340 km2 de forêts primaires. En 2016, il ne restait plus que 87 424 kilomètres carrés de forêts, dont 28 612 de forêt humide, ce qui implique que les menaces sur la durabilité future des réserves de forêts cambodgienne sont aujourd’hui très élevées.

## Etendue de la déforestation
Open Development Cambodia, une ONG phnom penhoise, a utilisé les données de satellites américains pour démontrer les pertes en couverture de forêt, de 72,1 % en 1973 à 46,3 % en 2014. La plupart de ces pertes ont eu lieu après 2000. Depuis 2001, le Gouvernement Royal du Cambodge a suspendu toutes les activités liées aux concessions forestières et préparé un plan de gestion durable en appliquant les standards internationaux.
Dans un effort de conserver la couverture forestière, seul un montant limité de forêts est autorisé à la coupe annuellement. Cela permet ainsi de suppléer aux besoins internes en bois. Une limite maximale de 0.8m3 par hectare a été établie avec un cycle de coupe de 13 ans, selon le Programme National pour les Forêts (2010-2029). Le GRC a développé un Millennium Development Goal pour maintenir la couverture nationale à 60% de la totalité des terres d’ici 2015. En pratique cela demanderait la conversion de près de 532.615 hectares de terres non boisées en zones forestières. Cependant, en 2016, la couverture en forêt demeure à 48,14%, équivalent à 87.424 kilomètres carrés.

## Causes

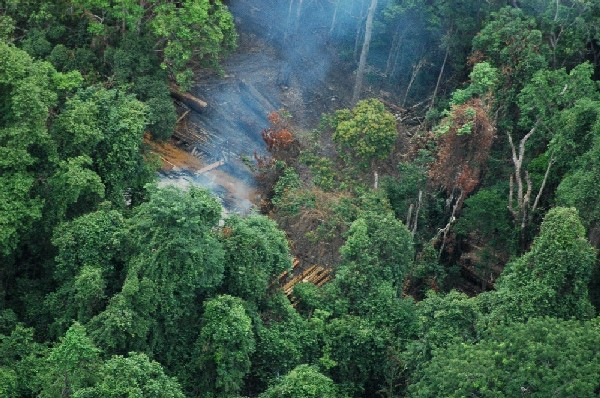
Coupes illégales dans la province de Koh Kong au Cambodge

### Les ressources gouvernementales de gestion pour le développement
Le Gouvernement Royal du Cambodge (GRC) voit un grand potentiel dans les forêts du pays pour son futur développement. Le gouvernement peut s’appuyer sur l’exportation du bois pour faire rentrer des devises et engranger suffisamment de revenus pour suppléer à la reconstruction et au développement. La Banque Mondiale considère que les forêts sont l’une des quelques ressources majeures du développement au Cambodge. Commençant en 1992, le GRC a utilisé les revenus générés par la vente des produits forestiers pour financer différents projets de développement. Les revenus liés aux forêts ont cependant diminué, dans le revenu global de l’Etat, de 14 % en 1994 à 5% en 1996. À cause de cette diminution, imputable à une mauvaise gestion du secteur, le FMI, la Banque mondiale, la FAO et le Programme des Nations unies pour le Développement (PNUD) décidèrent en 1994 et 1995 de réviser les politiques forestières. Certaines politiques forestières ont été revues, mais les causes de la déforestation ne peuvent pas être traitées seulement à travers des politiques.
En dépit de gains potentiels liés à l’utilisation des ressources forestières, le gouvernement fait face à des pressions de groupes internes et internationaux, concernés par les enjeux de la déforestation. Localement, les communautés autochtones se basent sur l’exploitation du bois et d’autres ressources, tout comme sur les retombées positives des forêts sur la culture du riz et sur la pêche. A un niveau international, de très nombreuses ONG et associations environnementales ont exprimé leurs préoccupations par rapport à la déforestation. Dans les années 1990, en réponse à ces pressions, le gouvernement cambodgien a passé plusieurs interdictions nationales aux exportations du bois.
Des obstacles existent au développement des forêts et à leur gestion durable. En 1999, 35% à 40% des forêts étaient considérées comme dangereuses à cause des mines antipersonnel, des conflits en cours et des forces paramilitaires. Le Cambodge demeure le pays où le taux de mines par tête est le plus important. Ces dernières ont empêché l’utilisation de la forêt. Un autre obstacle serait l’absence de données sur les massifs forestiers existants concernant leur étendue, leur composition et leur problème d’accès. Le Cambodge a très peu de données concernant sa biodiversité notamment à cause de la guerre civile. Les organisations des Nations unies et des ONG internationales soutiennent la majorité des activités environnementales telles que la compilation de données. De surcroît, les estimations des produits forestiers sont inconnus, mais on les suppose supérieurs aux montants officiels, compte tenu des abattages illégaux.
Global Witness, une ONG britannique, a critiqué la gestion des forêts par le GRC. Dans un briefing publié en 1996, l’ONG a décrit comment le GRC créait en secret des politiques qui servent ses intérêts, leurs alliés dans le gouvernement thaïlandais et le commerce international. Global Witness martèle que la gestion des forêts par le GRC va à l’encontre de la Constitution du Cambodge. Pour exemple de ces collusions, Global Witness remonte à l’interdiction édictée en 1995 de couper les essences jeunes et l’exportation du bois. Publiquement, le GRC entérina cette interdiction de deux ans afin de stabiliser l’état des forêts à travers le pays en créant un plan de développement durable de long terme. Cependant, pendant cette période, le GRC participa, et ce de façon privée, aux concessions forestières avec des firmes étrangères.
Le point de contentieux se situe dans le fait que ces concessions requéraient l’accord de seuls trois personnages de l’Etat : les deux Premiers Ministres et le ministre de l’Agriculture. Global Witness dénonce ainsi le fait que les enjeux des forêts cambodgiennes et donc aussi de la vie d’une grande partie des Cambodgiens se trouvaient entre les mains de seulement quelques responsables aux intérêts multiples.
L’ONG rapporte de plus qu’une vaste opération d’abattage illégal larve le pays au sujet des trois essences les plus rares, et dont le fonctionnement comprend des officiels gouvernementaux et militaires agissant dans l’impunité. En 2015, reprend encore Global Witness dans un rapport, « les acteurs du gouvernement et de l’industrie, et notamment ceux au service de l’Okhna Try Pheap, ont indiqué que la corruption organisée avait assuré les fraudeurs dans ce réseau et leur avait octroyé une liberté de déplacement et l’immunité concernant les confiscations de bois et les amendes ». Ce rapport dénonça aussi le magnat cambodgien de la filière bois Try Pheap comme étant au centre d’une vaste campagne de main mise sur les trois essences les plus rares et placées sur une liste d’extinction. Le rapport conclut que ces pratiques de collusions sont plus globalement imbriquées dans les acteurs gouvernementaux et militaires, et rejoint le trafic du bois illégal à destination de la Chine[pas clair].

### Exploitation commerciale
La dernière décennie a vu la gestion centrale des forêts placer ses priorités sur ses intérêts commerciaux, qui coïncide souvent avec une déforestation de vaste ampleur. Jusqu’en 1999, plus de 4,7 millions d’hectares ont été confiés à 25 firmes privées spécialisées dans l’exploitation forestières. La production de bois en 1997 était de 3,4 millions de mètres cubes, soit cinq fois plus que le niveau soutenable estimé. Les aspects sociaux et environnementaux de la gestion durable des forêts demeure largement ignorés. Cela a débouché sur une exploitation disproportionnée, des conflits avec les droits des autochtones, avec des contributions limitées au développement national et à la réduction de la pauvreté.
Les entreprises étrangères ont commencé à prendre part dans l’exploitation commerciale à la suite des Accords de Paris de 1991. La période 1994-96 a vu un essor des concessions forestières à des compagnies privées, ce qui reflète les desiderata du GRC de libéraliser son économie. En 1996, la Banque mondiale, le PNUD et la FAO appelèrent à une évolution des politiques du bois tournées vers l’économie de marché, ceci afin d’augmenter les revenus tirés des forêts et d’éviter la surexploitation.
Il existe deux types d’accords concernant l’exploitation à titre commercial : l’accord d’investissement et la licence forestière. Les accords d’investissement sont des concessions confiées à ceux qui ont investi dans des infrastructures pour l’exploitation et la transformation du bois. Les licences forestières sont des contrats signés entre une entreprise et des officiels seniors du gouvernement. Les détails des contrats ne sont pas rendus publics, cependant, 84 accords de concessions sont accessibles via un portail de données libres sur Open Development Cambodia. Si le contrat inclut souvent des parties sur les pratiques soutenables, celles-ci sont malheureusement rarement appliquées.
Les prix internationaux pour les forêts sont de $74 par mètre cube, en comparaison des $14 pour le Cambodge. La sous-évaluation des forêts cambodgiennes a contribué aux acquisitions étrangères et à une perte de profit pour le Cambodge.

### Exploitation illégale du bois
L’exploitation illégale est une large menace sur les forêts cambodgiennes. Cela permet la déforestation non-autorisée des forêts cambodgiennes. De nombreux cas ont été rapportés dans lesquels l’armée menait des exploitations illégales dans l’opacité, hors du contrôle du gouvernement. Il est difficile pour le gouvernement central de surveiller les zones sous influence des ex-forces polpotistes. Les intérêts du commerce illégal du bois ont su tirer avantage des lois laxistes pour continuer les coupes illégales. En majorité, les actions nuisibles de déforestations reviennent aux militaires et à de puissants sous-contractants.

### Usages locaux
La population cambodgienne croît progressivement avec un indice démographique annuel de 1,5%. En 2019, la population totale s’élève à 15,29 millions d’habitants, d’après le recensement officiel opéré en 2019. Le recensement de 2019 montre que les provinces les plus boisées sont aussi celles où le taux de natalité est le plus élevé : la province de Preah Vihear (3.5%), suivie par Mondul Kiri (3.4%), Stung Treng (3.2%), Otdar Meanchey (3.1%) et Ratanak Kiri (2.8%). Les habitants avoisinant les forêts en dépendent pour différents produits et services. Ces individus qui dépendent des forêts le sont presque exclusivement en-dehors de l’exploitation du bois stricto sensu. Les autres activités forestières utiles aux autochtones incluent la nourriture, la médecine, les intrants agricoles, et le combustible. Les entrepreneurs autochtones et les habitants des forêts se reposent sur les espaces forestiers de façon vitale depuis près de deux mille ans.
Une étude conduite par l’Institut des Ressources et du Développement du Cambodge a montré que les ménages pauvres étudiés tiraient 42% de leur niveau de vie des forêts, soit $200 par ménage annuellement. Les classes moyennes en obtenaient pour 30%, soit $345 par ménage et par an. La forêt contribue de façon considérable aux revenus des familles rurales habitant à proximité de celle-ci. La déforestation les menace donc de façon directe. En particulier, les ménages les plus pauvres, qui ont un accès restreint aux ressources et manquent de moyens de reconversion ou de différenciation de leurs revenus, en pâtissent en priorité. La gestion des forêts devrait être intégrée dans une des stratégies pour le développement rural, l’environnement et la réduction de la pauvreté.
Dans les années 1990 les Khmers rouges ont financé leur effort de guerre en vendant les arbres.
La corruption y est importante, et la police participe activement au trafic de bois précieux,. Près de 80% de la population est rurale, et la pression démographique se fait au détriment de la forêt, pour faire place aux cultures de maïs, de manioc et de haricots.

## Impacts

### Environnementaux
Les forêts du Cambodge sont un bien précieux pour l'environnement autant à un niveau national que global. Les forêts produisent des impacts positifs sur leurs alentours, tels que la protection des nappes phréatiques, le stockage du carbone, le renouvellement et la conservation de la biodiversité. En outre, elles incluent les rares forêts humides primaires qui sont un abri pour une riche biodiversité et absorbent les gaz à effet de serre. En 1999, les forêts du Cambodge  représentaient en totalité 11 millions d’hectares, qui retenaient chacun 150 tonnes de CO2, soit en tout 1,6 milliard de tonnes de carbone par an. Pour 100.000 hectares déboisés, ce sont 15 millions de tonnes de carbone qui sont rejetés dans l’atmosphère.

### Riziculture
Les forêts sont particulièrement importantes pour les courants d’eau utiles pour l’irrigation des rizières. Diminuer la couverture en forêts contribue à l’érosion, aux inondations et la stagnation des courants, ce qui entraine des problèmes dans l’irrigation, vitale à de nombreux paysans cambodgiens.

### Pêche
La déforestation affecte négativement la productivité des ressources halieutiques, notamment le poisson, qui alimente traditionnellement de très nombreux Cambodgiens. La productivité des ressources halieutiques, tel que dans le Mékong, le Grand Lac ou le fleuve Tonle Sap, sont liées à l’inondation des forêts. Les forêts inondées sont bénéfiques pour le développement du phyto et du zooplancton, le développement des poissons juvéniles et un abri pour les adultes, et servent en dernier lieu de zones de reproduction. Néanmoins, la haute productivité, la biodiversité et la végétation luxuriante ont été dégradées ces dernières décennies à cause de la déforestation et de certaines surexploitations des ressources environnementales. Tout cela a des impacts négatifs pour la vie des Cambodgiens, d’autant que près de 90% d’entre eux sont concentrés autour des grands points d’eau précités. Les producteurs de riz pauvres, notamment, dépendent des ressources halieutiques pour la pêche qui les nourrit. Le poisson est la seconde source alimentaire au Cambodge, après le riz (70% des protéines d’origine animale). La déforestation a affecté les possibilités de pêche en réduisant les zones de prélèvement soutenable de poisson, par exemple en limitant l’accès aux pêcheurs.

### Faune
Nombre d’espèces en danger d’extinction vivent dans les forêts du Cambodge. Le sanctuaire animalier Keo Seima sert d’habitat pour plus de 60 espèces classées comme globalement menacées, menacées ou sans-données par les critères de classement des Nations unies. Le sanctuaire de Prey Lang est un abri pour 50 espèces menacées et 21 espèces prioritaires pour la conservation génétique. Le déclin des espèces est dû, au Cambodge, à la déliquescence de leurs habitats. La déforestation issue du commerce illégal du bois et de la conversion des terres sont les conséquences majeures de la disparition des habitats.

### Populations autochtones
Environ 200 000 individus autochtones sont identifiés répartis dans 24 groupes éparpillés dans plus de 15 provinces du Sud-Ouest et du Nord-Est du pays. Ils vivent dans des portions isolées du territoire, principalement entouré de massifs forestiers. Leur niveau de vie et leur culture dépendent des forêts, tout comme leurs revenus, leur alimentation, leurs manières de se vêtir et de se soigner.

## Mesures préventives

### Forêts communautaires
Le concept de forêt communautaire ou « forêt partagée » fut initié en Inde dans les années 1970. Il se base sur le fait que les communautés autochtones habitant les forêts possèdent des connaissances permettant leur exploitation durable. Ces savoirs sont enracinés dans des facteurs écologiques, culturels et sociaux de la communauté. Dans les forêts partagées, les résidents locaux reçoivent un certain nombre de droits et deviennent les acteurs principaux de la gestion forestière. Le but de la forêt partagée n’est pas de faire des profits ou de permettre directement aux habitants à un instant T de se gérer par eux-mêmes, mais plutôt de promouvoir un usage durable et effectif des ressources environnementales, et leur distribution équitable à travers les générations présentes et futures.
Les forêts partagées, établies en 1994 au Cambodge, ont pour but de protéger les droits des locaux à jouir des ressources forestières. Le programme autorise les locaux à participer directement à la protection, à la conservation et au développement de ces ressources. Les défis mis au jour sont les conflits d’intérêt sur la façon de gérer les forêts en communauté, la réticence du gouvernement de transférer le pilotage des ressources aux communautés, de puissants intérêts spéciaux dépassant les intérêts autochtones, les coûts de gestion et le manque d’assistance. Plusieurs chercheurs avancent que le modèle de forêt partagée requiert des réformes dans l’industrie forestière tout comme une refonte des politiques de développement rural. En dépit de ces inconvénients, ce programme est vite devenu populaire parmi les plus ruraux. En 2016, 610 communautés participaient à des projets de forêts partagées, couvrant 5.066 kilomètres carrés dans 21 provinces. Les forêts communautaires ne couvrent cependant que 2,8% des territoires au Cambodge, ce qui reste dérisoire en rapport à l’immensité des concessions privées accordées.

### Zones communautaires protégées
Les premières zones protégées furent établies en 1998 sous le règne du roi Norodom Sihanouk. Cependant, la loi sur les zones protégées ne fut adoptée qu’en 2008 pour s’occuper de la biodiversité et assurer la soutenabilité des ressources naturelles présentes dans ces zones. Cette loi reconnaissait les droits aux communautés autochtones ainsi que plus largement au public à participer au processus décisionnel relatif à la gestion et à la conservation de la biodiversité dans une approche durable. Les Zones Protégées Communautaires (ZPC) sont un mécanisme qui engage les communautés locales y compris autochtones, qui sont les principales utilisatrices des ressources, dans la gestion et la conservation des lieux. En 2018, le nombre de zones protégées communautaires s’est élevé à 153 communautés, dans 51 zones données. Les communautés sont perçues comme les gardiennes écologiques et coopèrent avec le ministère de l’environnement pour quadriller la forêt et la protéger ainsi des crimes environnementaux (exploitation illégale, braconnage).

### Gouvernance et système légal
Bien que la loi sur les zones protégées donne une base légale au Ministère de l’Environnement (MOE) pour gouverner les zones protégées, certaines zones telles que les zones de conservation et les forêts protégées sont sous le contrôle de l’Administration des Forêts, le Ministère de l’Agriculture, des Forêts et de la Pêche (MAFP). Les concessions économiques de terres, qui sont des terres cédées par l’Etat au secteur privé pour l’industrie de développement agronomique, sont gérées par le MOE et le MAFP. En avril 2016, le GRC a décidé de transférer 18 forêts de conservation de la biodiversité soit 2,6 millions d’hectares du MAFP au MOE, tandis que 73 ELC étaient déplacées sous l’autorité du MAFP. En 2017, le GRC a créé un corridor de biodiversité de 1,4 million d’hectares, formant un pont connectant les différentes zones protégées du pays.
Un code environnemental a été ébauché depuis 2015 avec des consultations publiques issues de communautés, d’ONG et des partenaires du développement. Ce code renforce l’effectivité des mesures de protection environnementale, de la gestion de la conservation et des ressources liées à la biodiversité. Cette loi garantit un accès libre aux informations environnementales et inclut des garanties pour la gestion soutenable des ressources avec un primat sur les impacts environnementaux pour les projets de développement, conformément à la onzième version du code environnemental. La loi en est ainsi à son onzième stade, en avril 2018.

### Réduire les émissions liées à la déforestation et à la dégradation des forêts: (REDD+) Progam
Le GRC a adopté la stratégie nationale pour le REDD+ (SNR) 2017-2021. Cette politique a mis en place une plateforme interministérielle pour combattre les effets du changement climatique à travers la mise en valeur des ressources naturelles et des zones forestières. Le REDD+ est un programme qui autorise les firmes privées à acheter et protéger les stocks de carbone des pays en développement comme une part de leur responsabilité sociale (CSR). En 2016, Walt Disney a acquis un stock d’une valeur de 2,6 millions de dollars d’équivalent carbone au Cambodge. Depuis 2016, le Cambodge a au total reçu plus de 11 millions de dollars de crédits carbone.

### Reforestation
Selon le Département aux Forêts du Ministère de l’Agriculture, le gouvernement cambodgien a entamé les projets de reforestation en 1985. Le projet de reforestation était de 500-800 hectares par an, avec un objectif de 100 000 hectares (1 000 km2). 7 500 hectares (7,5 km2) avaient été forestés jusqu’en 1997 ; le manque de fonds empêcha une couverture plus ambitieuse.
Le jour férié annuel « Arbor Day », fêté le 9 juillet, tôt dans la saison des pluies, encourage les Cambodgiens à planter des arbres. Les programmes d’éducation sur les semences et les sols sont dispensés dans les écoles et les temples, et les mesures de reforestation plébiscitées à la télévision et en radio.

## Autres conséquences
La biodiversité est affectée par la diminution de la forêt cambodgienne. Certaines espèces sont en voie de disparition comme les tarentules. Selon le programme des Nations unies pour le développement, la déforestation est dans ce pays une préoccupation écologique majeure. Dans certaines zones le sol est devenu stérile, lavé par les pluies. La mangrove disparait également à grande vitesse.